# Шатилов, Василий Митрофанович
Васи́лий Митрофа́нович Шати́лов (4 [17] февраля 1902 — 16 февраля 1995) — советский военачальник, Герой Советского Союза (1945). В последние годы Великой Отечественной войны командир 150-й стрелковой Идрицкой ордена Кутузова II степени дивизии, воины которой 1 мая 1945 года штурмом овладели рейхстагом и водрузили на нём Знамя Победы. Генерал-полковник (1963).

## Биография
Родился 17 февраля 1902 года в селе Калмык (ныне — село Октябрьское Поворинского района Воронежской области) в крестьянской семье. Русский.
В Красной Армии с мая 1924 года. Был направлен на срочную службу красноармейцем в 8-й стрелковый полк 3-й стрелковой дивизии Украинского военного округа (полк стоял в Феодосии), откуда через год службы по личному желанию направлен в сентябре 1925 года на учёбу. Член ВКП(б)/КПСС с 1927 года. В 1928 году окончил Тифлисскую пехотную школу. После выпуска направлен в 56-й стрелковый полк 19-й стрелковой дивизии Московского военного округа (г. Бобров), где служил командиром пулемётного взвода, с мая 1931 командиром взвода полковой школы, с октября 1931 командиром-политруком роты, с января 1935 помощником начальника штаба полка. С апреля 1935 года учился в академии.
В 1938 году окончил факультет моторизации и механизации Военной академии РККА имени М. В. Фрунзе. С сентября 1938 года служил помощником начальника штаба 10-й танковой бригады Белорусского Особого военного округа (г. Борисов). С августа 1939 года — начальник штаба 27-й отдельной легкой танковой бригады, в этой должности участвовал в освободительном походе советских войск на Западную Украину и Западную Белоруссию 1939 года. В 1940 году бригада была переведена в Ригу. С марта 1941 года — начальник штаба 196-й стрелковой дивизии в Одесском военном округе.
Начало Великой Отечественной войны встретил в той же должности. В составе 18-й армии Южного фронта 12 июля 1941 года дивизия приняла первый бой с противником, но через несколько дней была срочно переброшена в 26-ю армию Юго-Западного фронта. Прошёл с дивизией труднейшие бои Киевской оборонительной операции. В сентябре 1941 года дивизия, бывшая тогда в составе 38-й армии этого фронта, попала в «Киевский котёл». После пленения командира дивизии генерал-майора К. Е. Куликова подполковник Шатилов принял командование и пытался вывести дивизию из окружения. Однако перешёл линию фронта 3 октября 1941 года только во главе группы из 8 бойцов (все вышли в военной форме, с оружием и документами).
14 января 1942 года назначен начальником штаба 425-й стрелковой дивизии, но уже 25 января был направлен в Южно-Уральский военный округ. Там в Бузулуке в апреле 1942 года назначен начальником штаба 200-й стрелковой дивизии, в том же месяце с ней прибыл на Северо-Западный фронт и в составе 11-й армии участвовал в боях под Демянском.
С августа 1942 года по апрель 1944 года — командир 182-й стрелковой дивизии на Северо-Западном фронте, с февраля 1944 года — на 2-м Прибалтийском фронте. Под его командованием дивизия участвовала в Демянской наступательной операции 1943 года, а в ходе Старорусско-Новоржевской операции в феврале 1944 года в составе 1-й ударной армии только за двое суток наступления освободила 85 населённых пунктов, в ходе штурма 23-24 февраля 1944 года освободила город Дно, за что была удостоена почётного наименования «Дновская» (26.02.1944).
30 апреля 1944 года назначен командиром 150-й стрелковой дивизии, которой командовал до конца войны. В составе 3-й ударной армии 2-го Прибалтийского фронта участвовал в Режицко-Двинской, Мадонской, Прибалтийской наступательных операциях. В конце декабря 1944 года дивизия вместе с армией была передана 1-му Белорусскому фронту, где участвовал в Висло-Одерской и Восточно-Померанской наступательных операциях.
16 апреля 1945 года 150-я стрелковая дивизия (79-й стрелковый корпус, 3-я ударная армия, 1-й Белорусский фронт) под командованием генерал-майора Шатилова прорвала глубоко эшелонированную оборону противника на реке Одер в районе города Врицен и 21 апреля вошла в столицу гитлеровской Германии — Берлин. С 21 апреля по 1 мая руководил действиями дивизии в уличных боях и при штурме рейхстага. К исходу дня 1 мая подразделения дивизии овладели рейхстагом и водрузили на нём дивизионный штурмовой флаг, который затем стал Знаменем Победы.
Указом Президиума Верховного Совета СССР от 29 мая 1945 года «за образцовое выполнение боевых заданий командования на фронте борьбы с немецкими захватчиками и проявленные при этом отвагу и геройство»  генерал-майору Шатилову Василию Митрофановичу присвоено звание Героя Советского Союза.

## Послевоенная служба
До декабря 1946 года продолжал командовать этой дивизией. С декабря 1946 по июнь 1947 года командовал 15-й механизированной дивизией в 3-й ударной армии Группы советских оккупационных войск в Германии, с июня 1947 по июнь 1949 — 207-й стрелковой дивизией в этой же армии, после чего убыл на учёбу в академию. В 1949 году окончил Высшие академические курсы при Высшей военной академии имени К. Е. Ворошилова.
С апреля 1949 года командовал 36-й стрелковой Хинганской стрелковой дивизией в Забайкальском военном округе. С июля 1952 по январь 1954 года — командир 18-го гвардейского стрелкового корпуса в Западно-Сибирском военном округе (Омск). С января 1954 по декабрь 1955 года — командир 39-го гвардейского стрелкового корпуса. С февраля 1956 года служил первым заместителем командующего войсками Приволжского военного округа, с декабря 1957 — первым заместителем командующего войсками Дальневосточного военного округа. С марта 1964 года в отставке.
Жил в Москве.
В 1980-х годах входил в редакционную коллегию героико-патриотического литературно-художественного альманаха «Подвиг».
Скончался 16 февраля 1995 года. Похоронен в Москве на Кунцевском кладбище.

## Воинские звания
- Майор (8.09.1938)
- Подполковник (1941)
- Полковник (27.09.1942)
- генерал-майор (2.11.1944)
- генерал-лейтенант (3.08.1953)
- генерал-полковник (22.02.1963)

## Награды
- Медаль «Золотая Звезда» Героя Советского Союза № 6735 (29.5.1945);
- два ордена Ленина (29.5.1945, 15.11.1950);
- орден Октябрьской Революции;
- три ордена Красного Знамени (27.7.1943, 4.11.1944, 5.11.1954);
- два ордена Кутузова II степени (29.7.1944, 6.4.1945);
- орден Отечественной войны I степени (11.03.1985);
- орден Красной Звезды (14.2.1943);
- советские медали;
- иностранные ордена и медали.

## Память
- Почётный Гражданин города Борисоглебск (1982)
- Мемориальная доска в Воронеже на здании бывшей 6-й Воронежской спецшколы ВВС (ул. Пятницкого, дом № 67, установлена в 1990)
- Его именем в микрорайоне Шилово в Воронеже названа улица (2010)

## Сочинения
- Шатилов В. М. Знамя над рейхстагом. — изд. 3-е, испр. и доп. — М.: Воениздат, 1975. — 350 с., илл. — (Военные мемуары). — 200 000 экз.
- Шатилов В. М. На земле Украины. — М., 1980.
- Шатилов В. М. В боях рожденное знамя. — М.: Советская Россия, 1985.
- Шатилов В. М. А до Берлина было так далеко … — М.: Воениздат, 1987.
- Шатилов В. М. Знаменосцы штурмуют рейхстаг. — 3-е изд. — М.: Молодая гвардия, 1985.